# Tibellus jabalpurensis
Tibellus jabalpurensis är en spindelart som beskrevs av Gajbe 1999. Tibellus jabalpurensis ingår i släktet Tibellus och familjen snabblöparspindlar. Inga underarter finns listade i Catalogue of Life.